# Кальчі
Кальчі (італ. Calci) — муніципалітет в Італії, у регіоні Тоскана,  провінція Піза.
Кальчі розташоване на відстані близько 260 км на північний захід від Рима, 60 км на захід від Флоренції, 10 км на схід від Пізи.
Населення — 6500 осіб (2014).

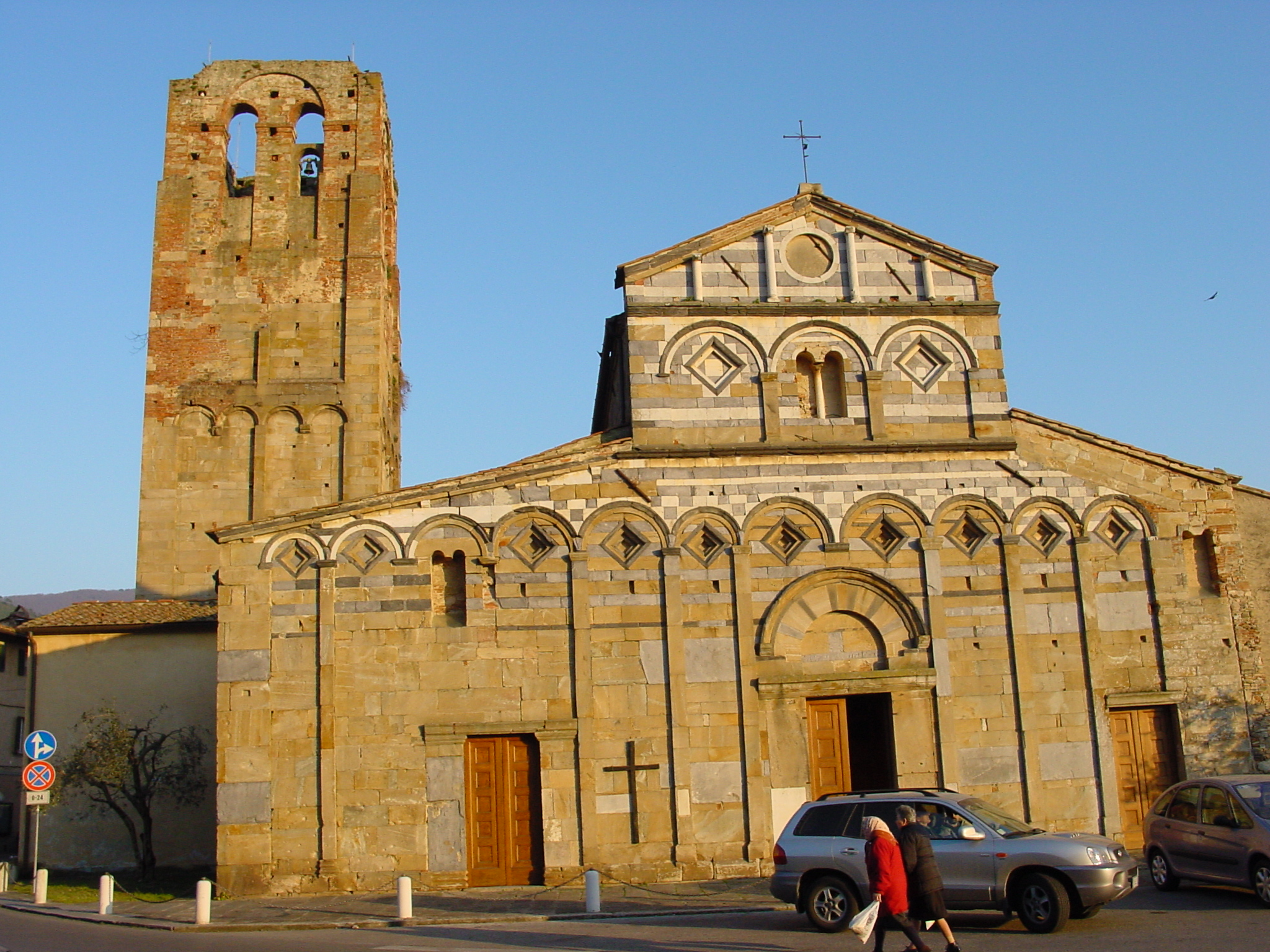

Щорічний фестиваль відбувається 7 серпня. Покровитель — Sant'Ermolao.

## Демографія
Населення за роками:

Станом на 1 січня 2023 року в муніципалітеті офіційно проживало 260 іноземців з 40 країн, серед них 100 громадян країн Євросоюзу та 25 громадян України.

## Сусідні муніципалітети
- Буті
- Капаннорі
- Сан-Джуліано-Терме
- Вікопізано